# Клоа на Марни
Клоа на Марни (фр. Cloyes-sur-Marne) насеље је и општина у североисточној Француској у региону Шампањ-Арден, у департману Марна која припада префектури Витри ле Франсоа.
По подацима из 2011. године у општини је живело 125 становника, а густина насељености је износила 19,87 становника/km². Општина се простире на површини од 6,29 km². Налази се на средњој надморској висини од 109 метара.

## Демографија
| 1962. | 1968. | 1975. | 1982. | 1990. | 1999. | 2011. |
| ----- | ----- | ----- | ----- | ----- | ----- | ----- |
| 132   | 145   | 139   | 130   | 132   | 115   | 125   |

График промене броја становника у току последњих година